# Сердобольский уезд
Сердобольский уезд — административно-территориальная единица Выборгской губернии. Уездный город — Сердоболь (с XIX века в состав уезда не входил). Образован в 1783 году, упразднён вместе с губернией в 1940 году. Ныне значительная часть уезда входит в Сортавальский район.

## История
Уезд создан на территории упразднённой Кексгольмской провинции в результате губернской реформы Екатерины II. К началу XIX века подразделялся на кирхшпили (приходы, погосты) во главе с ленсманами: Сердоболь, Угуниеми, Рускеала.
В соответствии с «Учреждениями для управления губерний», принятыми в 1775 году, Кексгольмская провинция была упразднена, и Сердобольский уезд, учреждённый согласно указу 1783 года «О составлении Выборгского наместничества из шести уездов, и о переименовании местечка Сердоболья городом» стал административно-территориальной единицей Выборгского наместничества, преобразованного в 1796 году в Выборгскую губернию, которая, в свою очередь, была в 1802 году переименована в Финляндскую губернию. Применительно к уезду в «Атласе Финляндской губернии» 1803 года используется наименование «Северо-Кексгольмский». После присоединения к Великому княжеству Финляндскому на основании указа 1811 года Финляндская губерния снова именовалась Выборгской; уезд с центром в Сердоболе имел шведское название Kexholms Norra härad, то есть Северно-Кексгольмский (Верхнекексгольмский), однако с 1848 года был разделён на Сердобольский и Салмисский. С 1918 года, после провозглашения независимости Финляндии, русский вариант названия уезда вытесняется финским Sortavalan kihlakunta.
К 1940 году уезд подразделялся на 4 волости (общины):
- Сортавальская сельская община
- Рускеала
- Уукуниеми
- Харлу

По состоянию на 01.01.1938 площадь уезда составляла 1879,00 км², а население (на 31.12.1939) — 42 387 чел.
Согласно условиям Московского мирного договора большая часть Выборгской губернии отошла от Финляндии к СССР, вследствие чего уезд был упразднён.